# Kusmi Tea
 (juin 2023).
Kusmi Tea est une marque de thé fondée en 1867 à Saint-Pétersbourg (Empire russe) et déposée depuis 2003 par la société parisienne Orientis Gourmet.

## Histoire
Fondée en 1867 à Saint-Pétersbourg par Pavel Mikhaïlovitch Kousmichoff (Павел Михайлович Кузьмичёв), la société P. M. Kousmichoff et fils s’impose rapidement sur le marché russe. En 1880, pour la naissance de sa fille Élisabeth, il crée Bouquet de Fleurs. La marque crée en 1888 le thé Prince Wladimir pour fêter les neuf cents ans du baptême de la Russie par saint Vladimir.
En 1908, Pavel décède et son fils Viatcheslav prend sa suite.
Après la révolution de 1917, les Kousmichoff, faisant partie de la bourgeoisie blanche, se réfugient à Paris où ils ouvrent la boutique « Kusmi thé », avenue Niel.
En 1927, ils s'installent à Berlin et ouvrent une boutique à Schöneberg.
En 2003, les frères Orebi dont Sylvain Orebi rachètent la maison Kousmichoff, qui devient Kusmi Tea. Ils sont issus d’une famille de négociants spécialisés dans le commerce du café et du cacao et ont fait le choix de reprendre une maison de thé.
En 2012, Kusmi ouvre son magasin sur les Champs-Élysées et annonce à l'époque une marge opérationnelle de 12,7 % pour 23 millions d'euros de chiffre d'affaires.
En 2017, outre la distribution dans les Monoprix, le groupe a 55 boutiques en propre et une dizaine en franchise en régions et a 630 salariés,.

## Les thés Kusmi

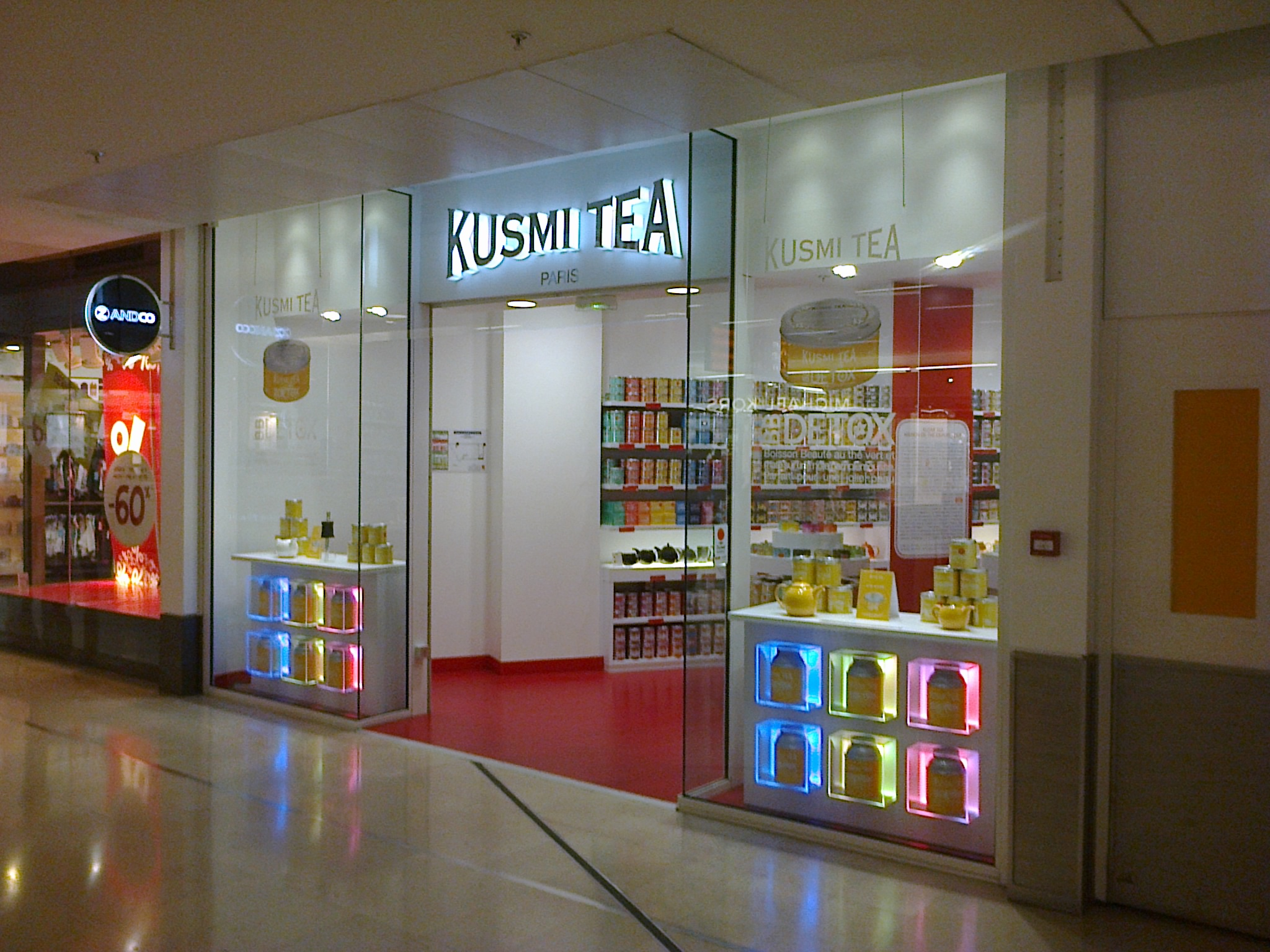
Magasin Kusmi Tea dans le centre commercial Les Quatre Temps à La Défense.

Différents mélanges russes aromatisés avec de la bergamote et des agrumes ont été créés par le fondateur Pavel Kousmichoff. Basés sur des thés d’Inde, de Chine, ou de Ceylan, ils sont aromatisés avec des essences naturelles de Grasse, de Calabre ou de Madagascar.
Une gamme Bien-être a vu le jour dans les années 2000. Regroupant des thés comme le « BB Detox », best-sellers de la maison, le Detox, le Blue Detox, le Boost. Des infusions sont venues l'enrichir comme l'AquaRosa, une base d'hibiscus avec des fruits rouges, ou le Be Cool, une base de verveine, menthe poivrée et racine de réglisse.
Il est possible de dater les mélanges en fonction de leur numéro. Les thés numérotés de 12 à 108 datent de 1867 à 1880. Bouquet de Fleurs no 108 date de 1880. Prince Wladimir de 1888, et Windsor et Victoria de 1910. Plus récemment, en 2003, a été créé Saint-Pétersbourg à l'occasion du tricentenaire de la ville[réf. nécessaire].

## Présence de pesticides
Kusmi Tea a annoncé avoir retiré en 2017 « par mesure de précaution » du marché européen et de la vente sur internet des boîtes de camomille. Elles auraient contenu une substance potentiellement nocive à long terme,,,. Selon 60 Millions de consommateurs, des analyses de l'Earl Grey aromatisé à l'huile essentielle de bergamote auraient également révélé la présence de résidus de pesticides. Les spécialistes recommanderaient donc (tout comme pour l'eau minérale) de souvent changer de marque de thé.
L'ensemble de la gamme de thés et infusions Kusmi Tea ou presque est depuis également disponible ou a transitionné exclusivement vers le bio.